# 元宮町 (宮崎市)
元宮町（もとみやちょう）とは、宮崎県宮崎市内の地名。小戸地域自治区に属している。郵便番号は880-0004。2023年現在、住居表示実施地域である。

## 地理
宮崎市の小戸地域自治区に属する。市内中心部にて住宅街を形成する。
北を北高松町、東を高松町・上野町 、南を末広1丁目、西を南高松町と接する。

## 世帯数と人口
2023年（令和5年）8月1日現在の世帯数と人口は以下の通りである。
| 町丁   | 世帯数  | 人口  |
| ------ | ------- | ----- |
| 元宮町 | 241世帯 | 330人 |

## 小・中学校の学区
市立小・中学校に通う場合、学区は以下の通りとなる。
| 町名   | 小学校             | 中学校               |
| ------ | ------------------ | -------------------- |
| 元宮町 | 宮崎市立小戸小学校 | 宮崎市立宮崎西中学校 |

## 交通

### バス
宮交グループの運営するバスが営業している。